# South Pacific (film)
South Pacific is een film uit 1958 onder regie van Joshua Logan met in de hoofdrollen Rossano Brazzi, Mitzi Gaynor en John Kerr.
Het scenario van de film is gebaseerd op het libretto van de gelijknamige Broadwaymusical uit 1949 van Richard Rodgers en Oscar Hammerstein II. Deze musical was weer gebaseerd op de roman Tales of the South Pacific van James A. Michener uit 1947.
Ondanks de gemengde kritieken was South Pacific een gigantisch succes in de bioscopen. Alleen al in de VS werd een omzet behaald van 36,8 miljoen dollar op een budget van 6 miljoen dollar. De film werd drie keer genomineerd voor een Oscar, maar verzilverde alleen de Oscar voor Beste geluid.

## Verhaal
Tijdens de Tweede Wereldoorlog komt de jonge marineofficier Joe Cable aan op een marinebasis op een eiland in de Stille Oceaan. Hij meldt zich bij zijn superieur, kapitein Brackett. Brackett wil de jonge officier naar vijandelijk gebied sturen met als doel een observatiepost op te zetten om de positie van Japanse schepen in kaart te brengen. Joe krijgt zijn opdracht en hij gaat aan het werk om een en ander op te zetten. Een man die hem kan helpen is de Franse plantage-eigenaar Emile de Becque, die alles weet van het gebied en de eilanden. Als Joe arriveert bij de woonplaats van Emile, vindt hij de planter in gesprek met de Amerikaanse verpleegster Nellie Forbush. Emile is verliefd op Nellie en verklaart haar zijn liefde. Brackett ziet de verliefdheid van Emile met lede ogen aan en roept Nellie op het matje. Hij vertelt haar dat Emile al getrouwd is geweest en kinderen heeft uit dat huwelijk en adviseert haar om Emile te vergeten. Als Joe later probeert om de Franse planter mee te krijgen op zijn missie, weigert deze. Teleurgesteld vertrekt Joe alleen met Luther Billis, een oude zeerot, naar Balai Ha'i. Luther stelt Joe voor aan Bloody Mary, een inheemse inwoonster en handelaarster en haar dochter Liat. De marineofficier is gelijk verliefd op het mooie meisje en als hij later met Luther doorvaart is het alsof hij onder een liefdesbetovering is gekomen. Intussen introduceert Emile Nellie aan zijn kinderen, die half-Polynesisch zijn. Nellie is geschokt dat Emile met een inheemse vrouw getrouwd is geweest en vlucht. Zowel Nellie als Joe hebben nu last van een gebroken hart. Nellie wil niet met Emile trouwen vanwege zijn huwelijk met een Polynesische en ook Joe kan niet met een inheemse trouwen. Omdat Nellie niet met hem wil trouwen heeft het leven voor Emile geen zin meer en zoekt hij de dood in de strijd. Samen met Joe gaat hij naar vijandelijk gebied om de observatiepost op te zetten. Ze sturen regelmatig radioberichten naar de basis over de positie van Japanse schepen. Het is een groot succes en de Japanners worden teruggedreven. Maar Nellie hoort niet lang daarna dat Joe is gedood. Emile meldt zich niet en ze realiseert zich dat ze nog altijd van hem houdt. Samen met de kinderen van Emile brengt ze tijd door met Franse liedjes zingen en bidden om zijn lijfsbehoud. De vreugde is groot als Emile uiteindelijk terugkeert.

## Rolverdeling
| Acteur         | Personage       |
| -------------- | --------------- |
| Rossano Brazzi | Emile de Becque |
| Mitzi Gaynor   | Nellie Forbush  |
| John Kerr      | Joseph Cable    |
| Ray Walston    | Luther Billis   |
| Juanita Hall   | Bloody Mary     |
| France Nuyen   | Liat            |
| Russ Brown     | George Brackett |
| Jack Mullaney  | de Professor    |
| Ken Clark      | Stewpot         |
| Floyd Simmons  | Bill Harbison   |
| Candace Lee    | Ngana           |
| Warren Hsieh   | Jerome          |
| Tom Laughlin   | Buzz Adams      |
| Francis Kahele | Henry           |

## Voorgeschiedenis

### James A. Michener
In 1945 werd een luitenant van de Amerikaanse marine, James A. Michener, gestationeerd op een klein eiland in de Grote Oceaan. Michener verveelde zich en begon zijn herinneringen aan de oorlog te verwerken in een aantal korte verhalen die hij bundelde tot "Tales of the South Pacific". Het boek kwam uit in 1947 en won de Pulitzerprijs. Schrijver/regisseur Joshua Logan las het boek en kreeg inspiratie voor een Broadwayproductie. Hij sprak er over met componist Richard Rodgers en diens partner, tekstschrijver Oscar Hammerstein II. De drie combineerden hun talenten en schreven een musical gebaseerd op Micheners boek, onder de titel "South Pacific".

### Broadway
Het uitgangspunt van de musical zou het verhaal "Fo' Dolla" uit "Tales of the South Pacific" worden. Dit verhaal beschreef de onmogelijke liefde van een Amerikaanse marineofficier voor een inheems meisje. Maar Logan kreeg te horen dat de grote operazanger Ezio Pinza, plannen had om te gaan zingen op Broadway. De drie wilden graag Pinza een hoofdrol geven in de musical en veranderden hun libretto. Het verhaal "Our Heroïne" over de liefde tussen een Franse plantage-eigenaar en een Amerikaanse verpleegster werd nu het hoofdverhaal, terwijl het thema van "Fo' Dolla", een subplot werd. Voor de rol van de verpleegster werd musicalster Mary Martin aangezocht. Maar Martin was bang dat haar stem in het niet zou vallen tegenover de operastem van Pinza. Rodgers paste hierop de muziek aan en zorgde ervoor dat de verpleegster en de planter nooit een duet zingen. Op 7 april 1949 ging "South Pacific" in het Majestic Theater op Broadway in première en was een gigantisch succes. De musical won de Pulitzerprijs in 1950, diverse Tony Awards en trok gelijk de aandacht van Hollywood.

### Van toneel naar scherm
Rodgers, Hammerstein en Logan hadden zich verbonden met producent Lelan Hayward en de eigenaren van de Magna Theatre Corporation om "South Pacific" te verfilmen. Hiervoor was "South Pacific Enterprises Inc." opgezet. Nadat de filmversie van de Rodgers & Hammerstein musical Oklahoma! (film) een succes was geworden, besloot het duo voortaan al hun musicalprojecten zelf te verfilmen. 20th Century Fox werd gevraagd voor de distributie en in ruil hiervoor investeerde de studio in de productie met mensen en geld. 
Fox investeerde 2 miljoen dollar en kreeg hier voor tien procent van de opbrengst en de wereldwijde distributierechten. Uiteindelijk zou het totale budget uitkomen op bijna 6 miljoen dollar. In 1957 begonnen de voorbereidingen. Ezio Pinza overleed echter voordat de opnamen begonnen. Met hem verdween ook Mary Martin van het toneel, overigens deels ook omdat ze inmiddels te oud voor de rol was.

## Scenario
Vanwege de grote betrokkenheid van Rodgers, Hammerstein en Logan bij de film zijn de verschillen tussen het libretto van de Broadwaymusical en het filmscenario minimaal. Alle liedjes van de Broadwaymusical bleven gehandhaafd en zelfs het nummer "My Girl Back Home" dat was geschrapt voor Broadway werd voor de film weer opgenomen. Paul Osborn werd aangetrokken om het libretto om te zetten tot scenario. Een van zijn wijzigingen betrof het omruilen van de eerste en tweede scène. De toneelversie van "South Pacific" begint met een scène waar Nellie en Emile samenkomen op de plantage, waarna de scène volgt met Bloody Mary, Joe Cable en de Seabees op het strand. De film opent met een scène waarbij we Joe's vliegtuig zien aankomen en zijn landing op het eiland. Deze scène wordt gevolgd door Bloody Mary en de Seabees die op het strand zingen. In de film komt Emile pas na dertig minuten in beeld. Door deze wijziging is het beroemdste nummer uit South Pacific, "Some Enchanted Evening" pas na 45 minuten te horen, terwijl het op Broadway al na 15 minuten wordt opgevoerd.

## Acteurs

### Emile de Becque
Het was de bedoeling dat Ezio Pinza, de beroemde operaster, de rol van Emile zou spelen. Pinza had de rol op Broadway gespeeld en had toegezegd ook aan de verfilming mee te doen. Maar op het moment dat de productie begon in 1957 kreeg Pinza een beroerte en overleed. De producenten vroegen vervolgens Fernando Lamas, maar de acteur zat vast aan zijn contract voor de Broadwayshow "Happy Hunting". Vervolgens werden Charles Boyer, Rossano Brazzi en Vittorio De Sica overwogen. Uiteindelijk kreeg Brazzi de rol.

### Nellie Forbush
Aanvankelijk was Mary Martin uitverkoren voor de rol van verpleegster Nellie Forbush. Martin, een gevierde musicalster, had de rol naast Ezio Pinza op Broadway gespeeld. Ze was echter inmiddels 45 jaar, terwijl Nellie amper 20 is. Toen Pinza overleed lieten de producenten ook Martin vallen en gingen op zoek naar een jonge versie van Forbush. Regisseur Joshua Logan had een voorkeur voor actrice Elizabeth Taylor. Taylor was een van Hollywoods grootste sterren in de jaren vijftig van de twintigste eeuw. Taylor zelf was echter weinig geïnteresseerd in de rol, met name omdat ze moest zingen. Haar toenmalige man Michael Todd vond echter dat ze thuis altijd zo graag zong en drong aan dat ze auditie zou doen. Maar Taylor was zo geïntimideerd door de aanwezigheid van de grote componist Richard Rodgers dat ze geen noot meer kon zingen. Rodgers en Hammerstein die weigerden om de stem van de vrouwelijke ster te laten inzingen door iemand anders, verlieten daarop gelijk de auditie. De volgende ster die een kans maakte was Doris Day, een actrice, die anders dan Taylor, wel kon zingen. Maar regisseur Logan was niet overtuigd, hij vond de ster niet spontaan genoeg. Zijn vermoeden werd bevestigd toen Day op een feestje weigerde om spontaan een liedje te zingen. Vervolgens deden Judy Garland, Audrey Hepburn, Patti Page en Ginger Rogers  auditie maar vielen af. Mitzi Gaynor, bekend van musicalfilms deed auditie voor de film. Rodgers merkte dat ze moeite had met de toonhoogte van de liedjes. Voor haar tweede screen test had hij de toonhoogte aangepast aan Gaynors stem en het tempo minder snel gemaakt. De test was nu volmaakt en Gaynor kreeg de rol.

## Productie
De film werd op locatie opgenomen in Hanalei Bay op Kauai (Hawaï, VS), Portinax en Es Vedrà op Ibiza (Spanje) en Tioman Island (Malesië). Sfeerbeelden werden op de Fiji eilanden geschoten. Studio-opnamen werd gemaakt in de 20th Century Fox Studios in Century City, Los Angeles. Er waren geen speciale problemen bij de opnamen. Afgezien van een incident bij de opnamen op Ibiza. De Amerikaanse marine had gratis figuranten, landingsboten, jeeps en uniformen ter beschikking gesteld, De marine had ook voor een kotter gezorgd, het schip was echter zo afgeleefd dat het amper kon varen. De producenten moesten snel voor een nieuw schip zorgen, terwijl de opnamen vertraging opliepen. Uiteindelijk kostte de hele opname duizenden dollars extra. Een andere probleem was de kleur van de film. Er zou worden opgenomen in technicolor, maar regisseur Logan was bang dat die kleuren de natuurlijke kleuren van de tropen onnatuurlijk zouden maken. Dus gebruikte hij kleurenfilters die net op de markt waren om het technicolor te verzachten. Helaas begreep het filmontwikkelingslaboratorium hier niets van en bij het afdrukken werd de kleuren juist extreem hard gemaakt.

## Muziek

### Liedjes
De volgende liedjes (tekst: Oscar Hammerstein II, muziek Richard Rodgers) zijn in de film te horen:
- "Bloody Mary" - uitgevoerd door het koor
- "There is Nothin' Like a Dame" - uitgevoerd door Ray Walston en het koor
- "Bali Ha'i" - uitgevoerd door Juanita Hall (zangstem: Muriel Smith)
- "A Cock-Eyed Optimist" - uitgevoerd door Mitzi Gaynor
- "Twin Soliloquies (Wonder How It Feels)"  - uitgevoerd door Mitzi Gaynor en Rossano Brazzi (zangstem: Giorgio Tozzi)
- "Some Enchanted Evening" - uitgevoerd door Rossano Brazzi (zangstem: Giorgio Tozzi)
- "Dites Moi" - uitgevoerd door Rossano Brazzi (zangstem: Giorgio Tozzi), Candace Lee

(zangstem: Marie Greene), Warren Hsieh (zangstem: Betty Wand)
- "I'm Gonna Wash That Man Right Outa My Hair" - uitgevoerd door Mitzi Gaynor
- "Reprise: Some Enchanted Evening" - uitgevoerd door Mitzi Gaynor en Rossano Brazzi (zangstem: Giorgio Tozzi)
- "A Wonderful Guy" - uitgevoerd door Mitzi Gaynor
- "Younger Than Springtime" - uitgevoerd door John Kerr (zangstem: Bill Lee)
- "Act I Finale" - uitgevoerd door Rossano Brazzi (zangstem: Giorgio Tozzi) en Mitzi Gaynor
- "Happy Talk" - uitgevoerd door Juanita Hall (zangstem: Muriel Smith)
- "Honey Bun" - uitgevoerd door Mitzi Gaynor en Ray Walston
- "My Girl Back Home" - uitgevoerd door John Kerr (zangstem: Bill Lee) en Mitzi Gaynor
- " (You've Got to Be) Carefully Taught" - uitgevoerd door John Kerr (zangstem: Bill Lee)
- "This Nearly Was Mine" - uitgevoerd door Rossano Brazzi (zangstem: Giorgio Tozzi)
- "Dites Moi" (reprise) - uitgevoerd door Rossano Brazzi (zangstem: Giorgio Tozzi), Mitzi Gaynor, Candace Lee (zangstem: Marie Greene) en Warren Hsieh (zangstem: Betty Wand)

### Aanvullende nummers
- "Anchors Aweigh" (Charles A. Zimmerman/Alfred Hart Miles/R. Lovell)
- "U.S. Marine Corps Hymn" (Jacques Offenbach) uit: "Genevieve de Brabant" (1868)

## Prijzen en nominaties

### Academy Awards
- Beste Geluid (Fred Hynes)

Nominaties:
- Beste Camerawerk
- Beste Muziek

### Golden Globes
Nominaties:
- Beste film
- Beste Actrice  (Mitzi Gaynor)